# Albena
Albena (Албена) este o stațiune turistică de pe litoralul Mării Neagre, Dobrogea de Sud, în nord-estul Bulgariei, situată la 12 km de Balcic și 30 km de Varna. Aeroportul Internațional Varna deservește stațiunea Albena.
Între anii 1913-1940 a făcut parte din plasa Balcic a județului Caliacra, România. 
Construită special ca stațiune turistică, Albena are un stil arhitectonic unitar și unic. Majoritatea hotelurilor, situate chiar pe plajă, au maximă expunere la soare și acces direct la plajă. Albena se situează în apropierea altor centre turistice, culturale și comerciale, reușind totuși să își păstreze habitatul natural. Deși construită pe un teren gol în anii 1960, în prezent arată ca un mic oraș, cu centru, străzi și piețe, având chiar și rețea de transport public — trenuri dedicate care circulă după un orar prestabilit pe străzile orașului.
Stațiunea are plajă în lungime de 5 km, cu o lățime de 150 m, cu nisip fin; apa mării fiind curată, calmă și caldă. Adâncimea apei nu depășește 1,6 metri la o distanță de 100–150 de metri de mal. Vizitatorii pot opta pentru unul dintre cele 43 de hoteluri moderne (între două și patru stele) care oferă aproximativ 20 000 de locuri de cazare. Majoritatea hotelurilor au piscine (exterioare si de interior).
Numele stațiunii provine de la numele unui personaj dintr-o povestire a scriitorului bulgar Yordan Yovkov. Albena este un prenume feminin bulgăresc.

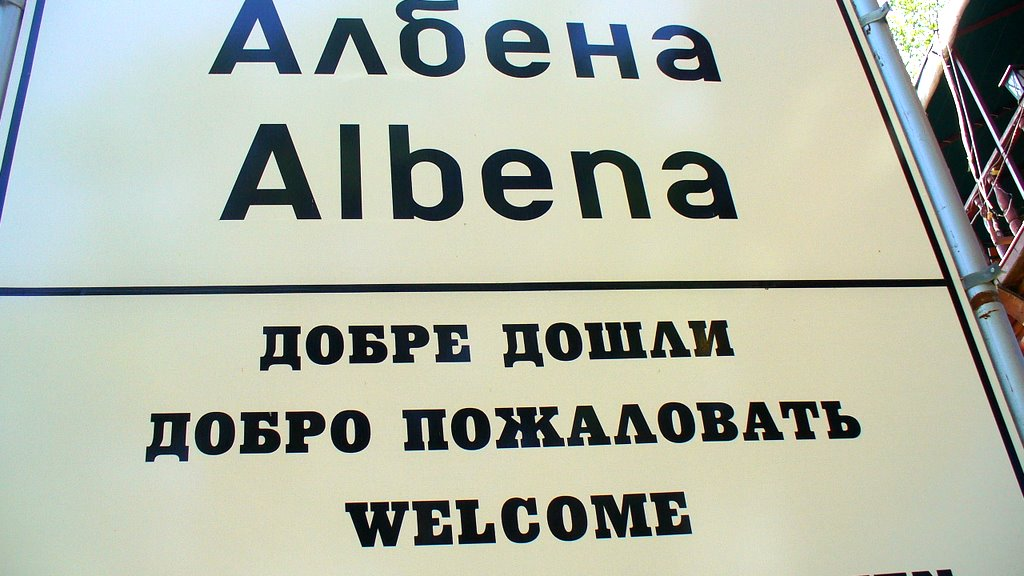
Semnul de intrare în Albena